# Ембія реліктова
Ембія реліктова (Haploembia solieri) — вид комах з родини оліготомід (Oligotomidae).

## Морфологічні ознаки
Довжина тіла 8–12,5 мм. Дорослі комахи темні, личинки дуже схожі на дорослих, бурувато-білі. Очі маленькі, прості вічка відсутні. Передньоспинка вкорочена, середньо- та задньогруди витягнуті, ноги ходильні, перший членик передніх лапок дуже розширений, оскільки в ньому містяться прядильні залози. Задні стегна потовщені, крила відсутні.

## Поширення
Ареал диз'юнктивний. Реліктовий вид, в Європі поширений у країнах Середземномор'я, Пн. і Сх. Причорномор'ї, каспійському узбережжі Кавказу.
В Україні знайдений на Південному березі Криму та на мисі Казантип. Єдиний представник ряду в фауні України.

## Особливості біології
Партеногенетичний вид. Генерація однорічна. Зимують дорослі комахи, яйця відкладають навесні. Дорослі ембії в цей час плетуть павутинні ходи під камінням та у поверхневому шарі ґрунту, в яких збираються групами. Пізніше зариваються в ґрунт на глибину до 1,5 м. Живляться рослинними залишками, полюють на дрібних комах. Віддають превагу сухим, добре прогрітим сонцем місцям — кам'янистим передгір'ям з шибляком, а також схилам гір південної експозиції. Зустрічаються під камінням, мохом, серед рослинних решток.

## Загрози та охорона
На стан популяцій виду негативно впливає розорювання та окультурення схилів гір та горбів, проте безпосередньої загрози його існуванню немає.
Рекомендується охорона в складі ентомофауни заповідних територій Криму.